# Inowłódz
Inowłódz – miasto w Polsce, położone w Dolinie Białobrzeskiej, w województwie łódzkim, w powiecie tomaszowskim, siedziba miejsko-wiejskiej gminy Inowłódz. Inowłódz znajduje się w historycznej ziemi łęczyckiej. Leży nad rzeką Pilicą. Przez miejscowość przebiega droga krajowa nr 48 oraz  Łódzka Magistrala Rowerowa (odcinek W–E).
Inowłódz uzyskał lokację miejską przed 1370 rokiem. W końcu XVI wieku był miastem królewskim w tenucie inowłodzkiej w powiecie brzezińskim województwa łęczyckiego. Został pozbawiony praw miejskich 31 maja 1870 i włączony do gminy Lubochnia w powiecie rawskim. W latach 1924–1954 siedziba nowej wiejskiej gminy Inowłódz, 1954–1972 gromady Inowłódz, a od 1973 reaktywowanej gminy Inowłódz. W latach 1975–1998 należał administracyjnie do województwa piotrkowskiego, od 1999 w powiecie tomaszowskim w województwie łódzkim. 1 stycznia 2024 odzyskał status miasta.

## Historia

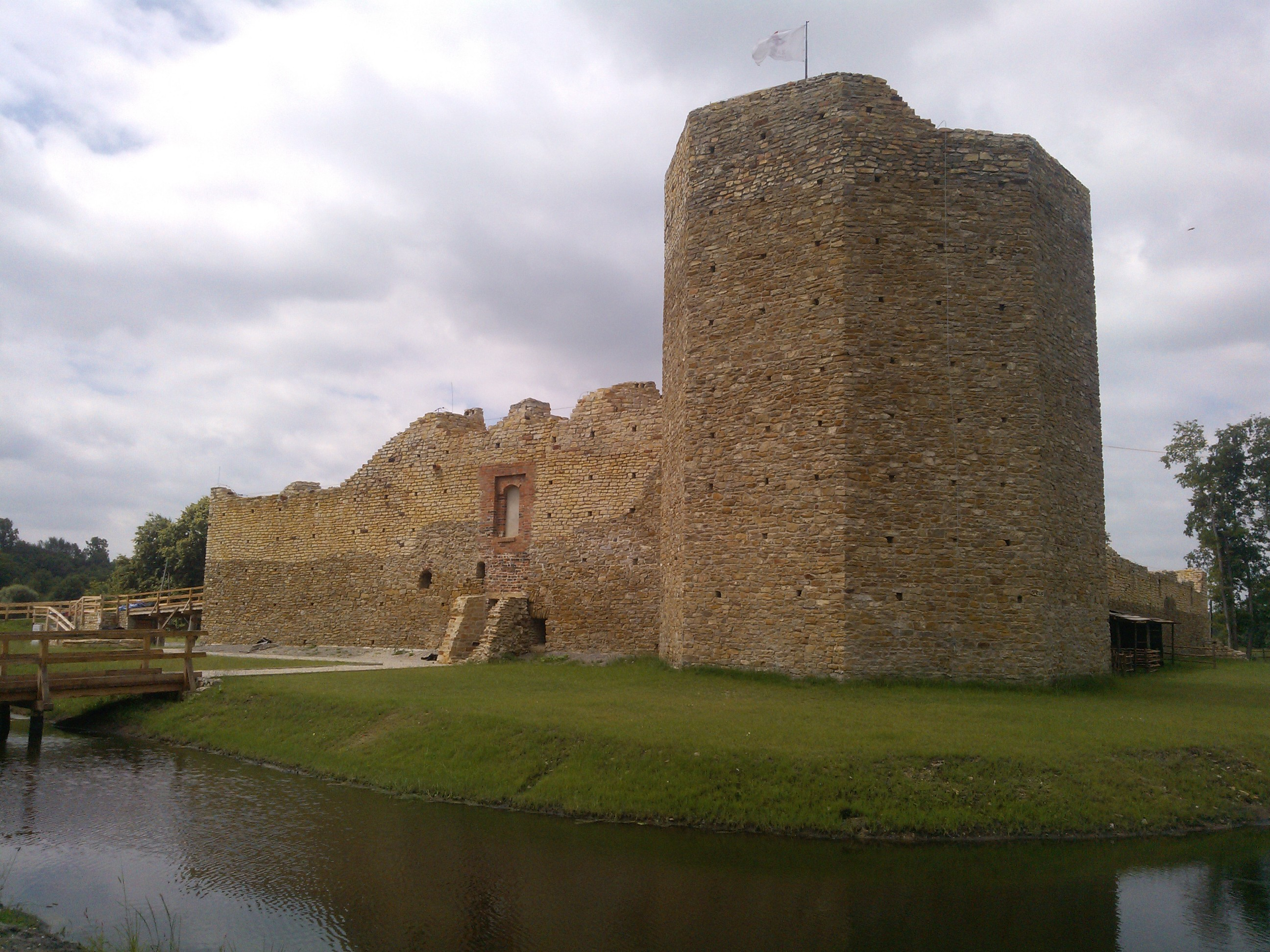
Zamek w Inowłodzu

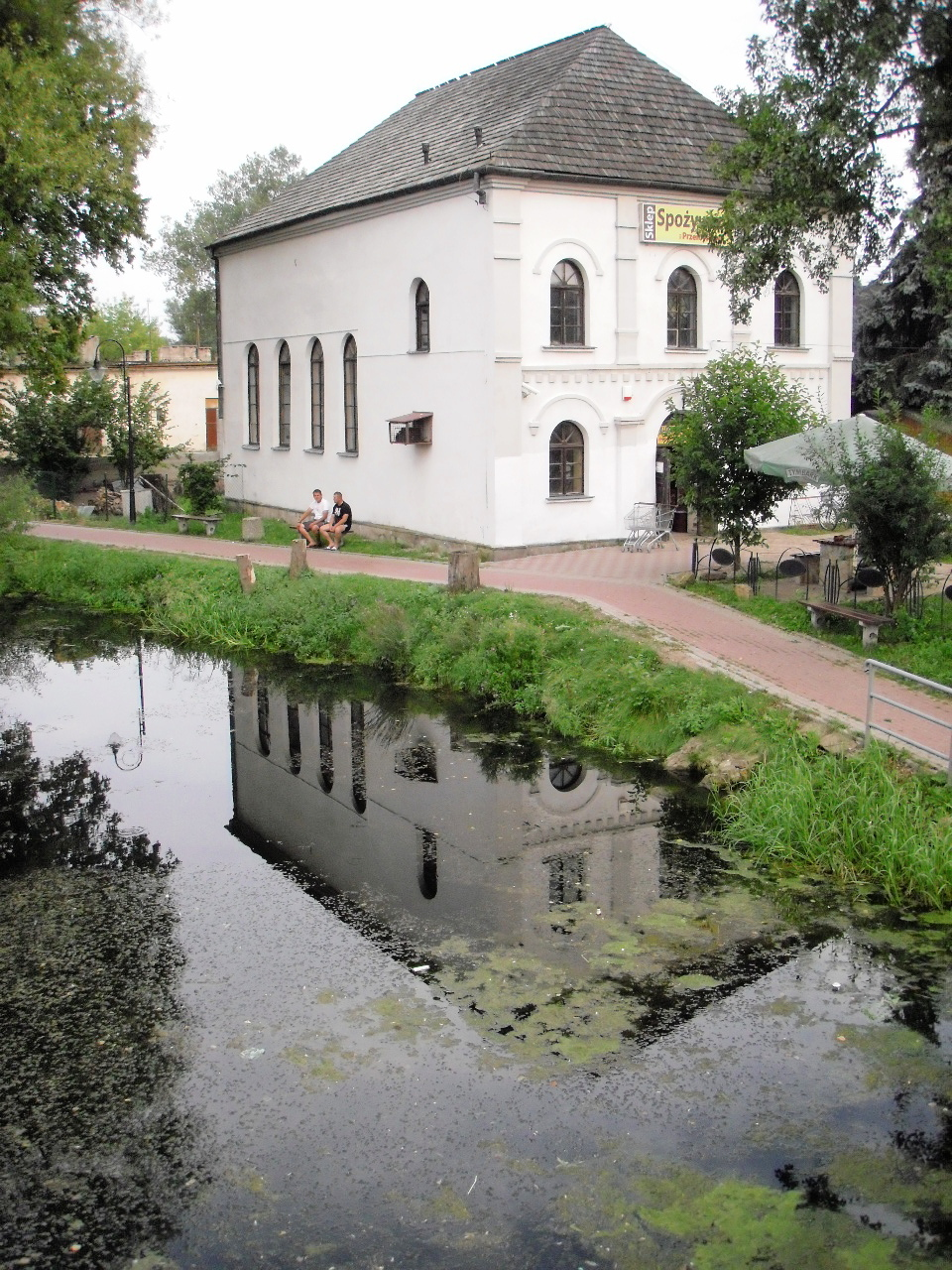
Dawna synagoga

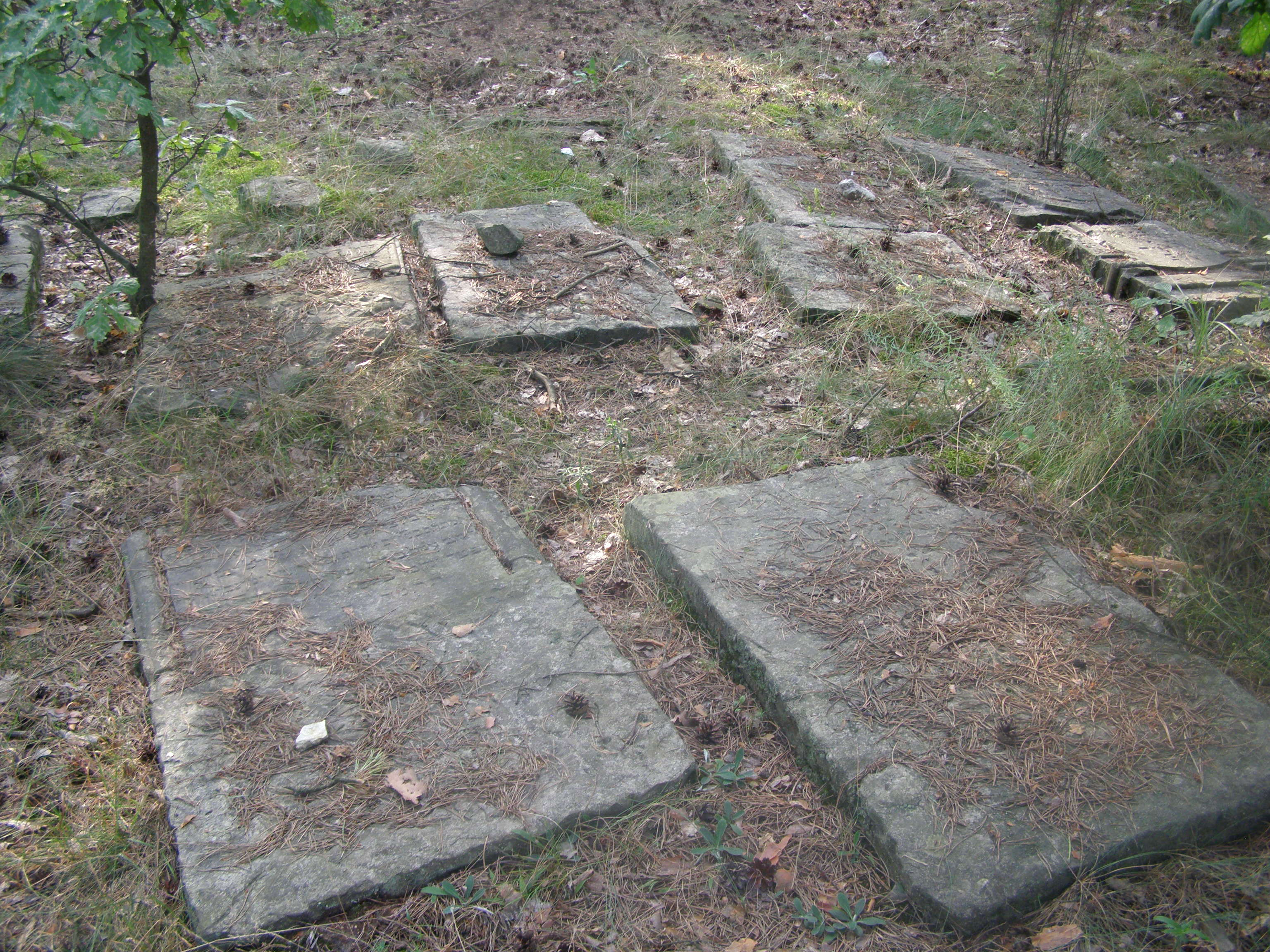
Pozostałości cmentarza żydowskiego w Inowłodzu

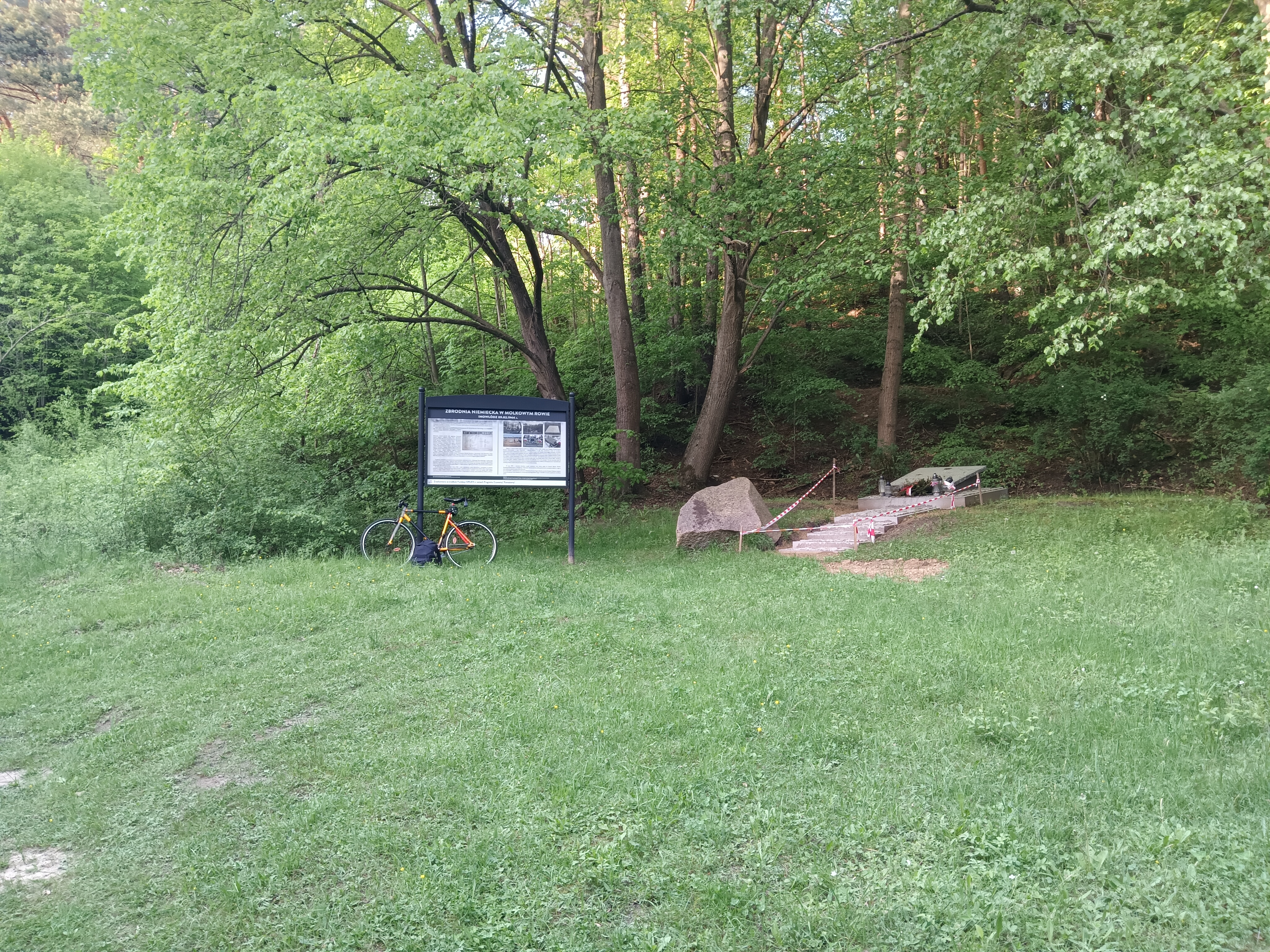
Molkowy Rów w Inowłodzu, miejsce egzekucji

Osada w miejscu obecnego Inowłodza istniała w X wieku. Inowłódz jest wzmiankowany w dokumencie z 1145, z którego wynika, że już wówczas istniał w miejscowości kościół (ob. kościół filialny pw. św. Idziego), ufundowany przez Władysława Hermana w 1086. Prawa miejskie otrzymał w połowie XIV wieku od króla Kazimierza Wielkiego, wówczas to wzniesiono również zamek inowłodzki, mający bronić północnej granicy Małopolski oraz strzec brodu na rzece Pilicy.
Inowłódz pełnił wówczas funkcję ważnego grodu granicznego – usytuowany był na lewym brzegu Pilicy, jako centralny gród regionu, który określono mianem „cypla inowłodzkiego”, pomiędzy północno-zachodnim Sandomierskim i Mazowszem Rawskim. Co do przynależności terytorialnej inowłodzkiego mediewiści są odmiennych zdań. Teza o przynależności do Mazowsza wydaje się prawdopodobna tylko dla okresu zmian w połowie XI w. Od połowy XII w. powstała zależność od stolicy łęczyckiej. Inowłódz, wraz z okolicznymi miejscowościami: Glinnik, Małecz, Lubochnia, Glina, Sadykierz i Wola Małecka, Rzeczyca (Tarnowska), znalazł się w obrębie księstwa łęczyckiego prawdopodobnie już za czasów Kazimierza I Kujawskiego.
Miejscowy zamek do połowy XVII wieku był rezydencją kasztelanii inowłodzkiej. W 1655 podczas potopu wojska Stefana Czarnieckiego pokonały w bitwie pod Inowłodzem wojska szwedzkie. Inowłódz aż do czasu rozbiorów był miastem królewskim. Prawa miejskie utracił w wyniku represji po powstaniu styczniowym w 1870. Niedługo potem nastąpił rozwój miejscowości, związany z odkryciem właściwości leczniczych wód mineralnych – źródła żelaziste, wapniowo-magnezowe, borowiny oraz miejscowego mikroklimatu. Podjęto próbę utworzenia uzdrowiska. Ponowny rozwój przerwała jednak I wojna światowa.

## Zabytki
- Kościół filialny pw. św. Idziego z XII wieku;
- Ruiny zamku Kazimierza Wielkiego z XIV wieku;
- Kościół parafialny pw. św. Michała Archanioła z XVI wieku;
- Synagoga z XIX wieku.
- Cmentarz żydowski w Inowłodzu

## Inowłódz w filmie
Inowłódz i okolice służyły jako plener dla polskich filmów i seriali, m.in.:
- Popioły (1965, reż. Andrzej Wajda),
- Czterej pancerni i pies (1966–1970, reż. Konrad Nałęcki),
- Pan Wołodyjowski (1969, reż. Jerzy Hoffman),
- Jak rozpętałem drugą wojnę światową (1969, reż. Tadeusz Chmielewski),
- Bolesław Śmiały (1971, reż. Witold Lesiewicz),
- Hubal (1973, reż. Bohdan Poręba),
- Najważniejszy dzień życia – odc. 3: Strzał (1974, reż. Sylwester Szyszko),
- Epitafium dla Barbary Radziwiłłówny (1982, reż. Janusz Majewski),
- Przyłbice i kaptury (1985, reż. Marek Piestrak),
- Sławna jak Sarajewo (1987, reż. Janusz Kidawa),
- Kanclerz (1989, reż. Ryszard Ber),
- Korona królów (2018, reż. Wojciech Pacyna)[15].